# Молва (маркетинг)
Молва — совокупность неформальных, не имеющих официальных рамок, вербальных общественных коммуникаций между двумя и более индивидуумами, сообщения в которых передаются «по цепочке», «из уст в уста». Молва является одним из наиболее мощных средств маркетинговых коммуникаций из всех существующих и может с успехом использоваться специалистами по маркетингу. Причины таких качеств изустной рекламы следующие:
- Она интерактивна, предполагает дискуссию между сторонами. Это заставляет получателя думать, что сказать. Проблема для специалистов по маркетингу состоит в том, что взаимодействие происходит обычно между сторонами, которые фирма не может контролировать.
- Она допускает обратную связь и подтверждение получаемых сообщений.
- Источник, которым является незаинтересованный друг или знакомый, вызывает значительно больше доверия, чем любые коммуникации, создаваемые специалистом по маркетингу.

Маркетологи заинтересованы в распространении позитивной молвы о продукте, а также в предотвращении негативной информации этого типа. Основные функции молвы: информирование и влияние.

## История
Джордж Сильвермен был выпускником Гарварда и был известен как блестящий математик и статистик. Он также был пионером в использовании молвы, когда организовал телеконференции для того, чтобы привлечь врачей к обсуждению новой фармацевтической продукции. В начале 1970-х, когда Сильвермен был ведущим в диалоге между фокус-группой и врачами, он обнаружил интересный феномен: «Один или два врача, которые делились личными положительными отзывами о лекарстве, могли убедить целую группу скептиков. Они могли переубедить даже группу разочарованных потребителей, которые имели личный негативный опыт лечения».
Одним из первых исследователей этого феномена стал Эмануил Розен из Израиля, опубликовавший несколько лет назад результаты своих трудов в книге «Анатомия сарафанного маркетинга». Это манифест фирм, создающих и поддерживающих устные, «партизанские» маркетинговые кампании. Уникальность книги в том, что это первая научная попытка освоить столь аморфный объект, как коммерческое использование молвы. Открытия Роузена показали, как можно системно стимулировать разговоры о новой марке, услуге или продукте и форсировать процесс дальнейшего убеждения покупателя покупателем.
По мнению Роузена, популярности молвы способствуют несколько причин. Прежде всего, современные покупатели достаточно скептично относятся к заявлениям компаний, которые доносятся до них с помощью рекламы. По результатам некоторых исследований, не более 40 % потребителей считают рекламную информацию достоверной. В российском варианте большинство россиян категорически не принимает рекламу как источник информации. Именно на эту категорию, как правило, направлены рекламные ролики, сделанные в виде задушевного рассказа о собственном опыте кинозвезд старшего поколения.
С появлением Web 2.0, такие интернет-стартапы, как Facebook, YouTube, MySpace и Digg использовали молву для развития социальных сетей, которые они развивали. С ростом популярности сети Интернет молва стала ещё более мощным и полезным инструментом маркетинговых коммуникаций для маркетологов и источником получения информации для потребителей.
В октябре 2005 г. надзорная рекламная группа «Коммерческий Сигнал» (англ. Commercial Alert) подала прошение в Федеральную Торговую Комиссию (США) издавать директивы, требующие профессиональных маркетологов, использующих молву, раскрывать детали их коммерческих отношений с компаниями, чей продукт они продвигают. Федеральная Торговая Комиссия (ФТК) заявила, что будет расследовать ситуации, в которых отношения между маркетологами и продавцами не изучены детально, что может существенно официальное одобрение (endorsement). ФТК будет преследовать нарушителей на индивидуальной основе. Последствиями для них могут являться временное прекращение профессиональной деятельности, штрафы и административное наказание.
Исследовательская фирма PQ Media подсчитала, что в 2008 году компании потратили $1,54 млрд на использование данного маркетингового инструмента. В то время как использование традиционных рекламных каналов снижается, расходы на молву выросли на 14,2 % в 2008 году. 30 % случаев использования молвы применяется для продвижения брендов еды и напитков.
Молва сегодня используется как в Интернете, так и при личном взаимодействии с клиентами. Тем не менее, исследование профессоров австрийской школы маркетинга Института Эренберга-Басса (The Ehrenberg-Bass Institute for Marketing Science) показало, что для достижения роста узнаваемости бренда компании должны использовать молву не только среди фанатских групп. Это означает, что маркетологи не должны сосредоточиваться исключительно на сообществах в Facebook. По мнению Deloitte, наибольший эффект сарафанного радио достигается в автономном режиме (offline). По данным Journal of Advertising Research, 75 % разговоров о брендах среди потребителей происходят в личном общении, 15 % — по телефону и только 10 % онлайн. С другой стороны, некоторые исследователи считают, что молва неразрывно связана с взаимодействием компаний с потребителями посредством социальных сетей.

## Характеристики и анализ молвы

### Характеристики молвы как инструмента маркетинговых коммуникаций
- Самотранслируемость (каждый новый адресат/участник становится источником информации);
- Однократная воспроизводимость перед конкретным адресатом;
- Зачастую спонтанность (слухи зарождаются самопроизвольно);
- Невысокий уровень контроля даже при условии, что слух был генерирован коммуникатором;
- Высокий уровень искажаемости по «пути следования» сообщения (сложность донесения сообщения в первоначальной форме);
- Относительно невысокая степень достоверности, а, следовательно, и неполнота доверия к слухам;
- Повышенный уровень «помех» и различных «шумов»;
- Наличие определённых социальных барьеров: слухи распространяются, как правило, внутри группы людей, принадлежащих к одному социальному слою;
- Отсутствие избирательности (селективности) по отношению к целевой аудитории коммуникации;
- Повышенный уровень эмоциональной окраски передаваемого сообщения.[4]

### Анализ молвы
Потребители могут продвигать бренды с помощью молвы в силу влияния социальных, функциональных и эмоциональных факторов. Можно определить 13 характеристик бренда, стимулирующих (или же вызывающих) эффект молвы:
- Возраст бренда на рынке
- Тип товара
- Сложность
- Осведомленность о бренде
- Дифференциация
- Соответствие бренда широкой аудитории
- Оценка качества по отношению к бренду
- Премиальность
- Наглядность
- Восхищение
- Удовлетворенность
- Воспринимаемый риск
- Вовлеченность

## Классификация молвы
По охватываемой территории:
- Локальная
- Региональная
- Национальная

По времени:
- Кратковременная
- Долговременная
- Постоянная
- Цикличная

По задачам:
- Позитивная (молва, работающая на положительный имидж коммуникатора)
- Контрмолва
- Антимолва и т. п.

По характеру происхождения и распространения:
- Спонтанная (возникшая самопроизвольно)
- Генерируемая («запущенная» и распространяемая преднамеренно конкретным коммуникатором)
- Молва, ставшая следствием воздействия других средств маркетинговых коммуникаций (рекламы, sales promotion, спонсорство и т. д.)[4]

## Основные концепции
- Маркетинговые слухи — термин, применяемый в маркетинге, который обозначает взаимодействие потребителей продукта или сервиса, усиливающее первоначальный маркетинговое сообщение. Так, рекламное сообщение распространяется путём обмена мнениями между потребителями. Позитивные слухи являются одним из инструментов рекламы и целью вирусного маркетинга, PR. Пример продуктов, которым предшествовали мощные маркетинговые слухи: книги о Гарри Поттере.[5]
- Вирусный маркетинг и вирусная реклама — совокупность маркетинговых техник и инструментов, использующих социальные сети для упрочнения лояльности к определённому бренду, повышению осведомленности о нём потребителями или для достижения других маркетинговых целей, таких как продажа товара, стимулирование сбыта и т. д. Название подобных техник появилось из-за схожести схемы распространения информации со схемой распространения компьютерных вирусов. Целью маркетологов, занимающихся созданием вирусных программ, является, в первую очередь, поиск и определение индивидов с высоким SNP (англ. Social Networking Potential), а затем создание вирусных сообщений, интересных данному сегменту потребителей. Вирусное продвижение часто заключается в вирусных видеороликах, интерактивных флеш-играх, электронных книгах, брендированном программном обеспечении, изображениях и даже текстовых сообщений.
- «Шумовой» маркетинг (англ. Buzz Marketing) — использование событий развлекательного характера, а также новостей, вызывающих общественный резонанс и побуждающих людей говорить о продукте или бренде.
- Вирусный маркетинг (англ. Viral Marketing) — создание информационно-развлекательных сообщений, которые экспоненциально распространяются среди широкого круга лиц посредством электронных средств, в частности E-mail.
- Маркетинг сообществ (англ. Community Marketing) — формирование и поддержка сообществ (профессиональные клубы, фан-клубы, форумы), которые наиболее активно проявляют свой интерес к продукту или бренду. Включает в себя предоставление инструментов (например, площадок для общения, форумов и блогов) и информации для поддержки этих сообществ.
- «Локальный» маркетинг (англ. Grassroots Marketing) — организация и мотивация добровольцев для участия в пропаганде бренда в интересах компании.
- «Проповеднический маркетинг» (англ. Evangelist Marketing) — выделение людей (так называемых «проповедников», то есть наиболее преданных и активных потребителей), способных активно распространять информацию от имени компании, и работа с ними.
- «Сэмплирование продуктом» (англ. Product Seeding) — размещение образцов продвигаемого продукта в руки потенциального потребителя в правильный момент, а также предоставление информации и образцов продукта потребителям — лидерам мнений.
- Influencer Marketing — воздействие на лидеров мнений, общественные и профессиональные группы людей, которые, в свою очередь, с наибольшей долей вероятности влияют на выбор тех или иных продуктов потребителями.
- Cause-related Marketing — помощь в решении социальных проблем с целью завоевания уважения и поддержки тех, кто сопереживает или является непосредственным участником этих проблем.
- Создание диалога (англ. Conversation Creation) — создание «диалога» с потребителем: примером являются электронные рассылки.
- Блоги о бренде (англ. Brand Blogging) — создание и поддержание блогов, служащих источниками информации о бренде для стимулирования обсуждения интернет-сообществом.
- Программы «позитивных отзывов» (англ. Referral Programs) — создание инструментов, упрощающих процесс распространения положительной информации удовлетворёнными потребителями.

## Стратегии молвы
Правильно разработанные маркетинговые стратегии молвы включают в себя как поиск способов поддержки потребителей, так и облегчение коммуникаций потребителей с их окружением. Остановимся на описании содержательных блоков этих стратегий:
- Поощрение коммуникации:
  1. Создание форумов обсуждений с возможностью оставить свой отзыв на приоритетных сайтах;
  2. Работа с социальными сетями;
  3. Усовершенствование инструментов непосредственного вербального общения с близкими.
- Создание информационного повода:
  1. Предоставление информации, которой можно обмениваться;
  2. Реклама, рекламные трюки и иные способы, которые будут способствовать обсуждению;
  3. Работа над усовершенствованием продукта, над встраиванием элементов в сам продукты, которые не смогут потребительское сообщество оставить равнодушным.
- Создание сообществ и объединение людей:
  1. Создание групп пользователей и фан-клубов;
  2. Поддержка независимых групп, которые формируются вокруг продуктов;
  3. Инициирование обсуждений и обмен мнениями о продуктах;
  4. Вовлечение к участию местных организаций, сообществ.
- Работа с ключевыми аудиториями:
  1. Поиск людей, готовых отвечать на сообщения компании;
  2. Определение тех людей, которые могут оказывать влияние на потребителей продукта;
  3. Информирование их о том, что компания делает, и побуждение к распространению этой информации;
  4. Попытки поддержать выбранных активистов в решении проблем и спорных вопросов, которые их в наибольшей степени волнуют.
- Создание программ по распространению информации за счет агентов или «послов»:
  1. Предоставление инструментов лидерам мнений и стимулирование;
  2. Отбор новых лидеров мнений, информирование о сильных сторонах продуктов и побуждение к распространению этой информации.
- Мониторинг потребительского мнения:
  1. Отслеживание обсуждений сторонников, противников продукта и мнения тех, кто относится к нему нейтрально;
  2. Одинаковое внимание и к положительным отзывам, и к критике; обязательный ответ на критические суждения и похвалу.
- Участие в открытых обсуждениях:
  1. Инициирование двухстороннего обсуждения с участием интересных людей или лидеров мнений;
  2. Создание блогов и других инструментов для обмена информацией;
  3. Открытое участие в обсуждениях на форумах, в ЖЖ, блогах.
- Совместное создание продукта и обмен информацией:
  1. Включение потребителей в построение маркетинговых стратегий и креативную работу (отзывы на маркетинговые кампании, возможность привлечения к созданию рекламных роликов и т. д.);
  2. Предоставление потребителям возможности прямого доступа к информации и другим содержательным материалам.

## Преимущества и недостатки молвы
Преимущества:
- Низкая стоимость контента
- Бесплатность
- Самотранслируемость

Недостатки:
- Недостаточная контролируемость коммуникации
- Требуется (необходим) высокий уровень компетентности исполнителей
- Глубокая проработка всех возможных вариантов развития событий